# Cine Texas
El Cine Texas va estar situat a la calle Bailén en el número 205, inaugurat entorn 1911 amb el nom de Cine Bailén. També ha tingut els noms de Lauren Gràcia i Cinemes Texas.
La seva inauguració es contextualitza entorn a 1911, ja que les fonts no es posen d'acord en la data exacta, amb una capacitat de 550 localitats. Durant els seus inicis, l'espai denominat cinema Bailén estava format per un petit cobert on es duien a terme exhibicions cinematogràfiques. A nivell popular era conegut com La Barraca.

## Consolidació com a sala cinematogràfica
A principis dels anys trenta es consolida com a sala de cinema, ja que presentava una programació clara i concisa en part gràcies a la gestió realitzada per Francesc Benaiges. Tot i que no seria fins uns parells anys més tard que es donés a conèixer la seva cartellera a la premsa. En aquest sentit, la primera programació publicada a premsa va ser al mes juny de 1935.
No obstant, els esdeveniments polítics desemboquen en l'esclat de Espanyola i llavors, es produeix la desaparició del cinema. Un cop finalitzat el conflicte bèl·lic l'espai es reutilitzat com a seu dels Serveis d'Auxili Social anteriorment situats al cinema Verdi.

## Reobertura del Cinema Texas
Així doncs, no seria fins al 1947 que es decideix rehabilitar l'espai com a sala cinematogràfica per una capacitat de 660 localitats. La reobertura es produeix l'11 de setembre de 1947 amb una capacitat orientativa de 660 localitats.
La sessió inaugural va presentar en forma d'estrena dues pel·lícules: per un costat, Los tres mosqueteros on sortia com a protagonista el còmic mexicà Mario Moreno conegut com en Cantinflas i per un altre costat, Los malhechores de Carsin. Precisament, l'acte inaugural va estar adreçat i dedicat a les víctimes del port de Cadis on van morir 200 persones i van haver centenars de desapareguts. Uns fets tràgics ocasionats per l'explosió de mines submarines.
El Cinema Texas estava sota la direcció de José Lecumberri de la Fuente, un gran empresari que també tenia sota la seva propietat altres sales cinematogràfiques barcelonines com el Versalles, Venus, Emporium i el Saló Condal. A pesar de la fusió feta amb Jaume Creixell Montserrat, finalment el cinema passa a estar en mans del fill d'aquest segon, Carles Creixell Cos.

## Període d'esplendor del Cinema Texas
Durant aquesta nova etapa que compren dels anys cinquanta fins als setanta, el cinema es reformat a nivell d'equipament tècnic i estableix una programació actualitzada. Aquestes innovacions faciliten l'augment d'espectadors. En aquest línia cal destacar la projecció en 3D de Los crímenes del Museo de Cera de 1954.
Els dies de major afluència eren els dies que hi havia programació de pel·lícules per a joves o els caps de setmana destacant els diumenges. Com anècdota la taquillera María Nuria recorda que quan la sala estava plena encara hi havia espectadors que s'incorporaven a la sessió tot i haver d'estar drets.

## Tancament del Cinema Texas
El cinema Texas va dur a terme l' última sessió el 9 de juliol de 1995. Després va ser adquirit i reconvertit en un cinema multisala de 4 sales, el Lauren Gràcia. Aquest cinema multisala perdurà fins a l'agost de 2014. A posteriori, gràcies a la iniciativa del director de cinema Ventura Pons es torna obrir de nou amb el nom de Cinemes Texas amb 4 sales impulsant una programació flexible. Com a iniciativa pròpia en moments puntuals es recuperen pel·lícules que han tingut poca difusió però de gran qualitat com va ser la sessió destinada a la pel·lícula Ander del director Roberto Castón.
En record del seu tancament, l'any 1998 el grup Radiokuartet li dedicà la cançó Pasdoble de Saloon, publicada en el disc Sintonitzeu.